# شهروند (روزنامه)
شهروند روزنامهٔ دولتی در ایران است که نشریهٔ رسمی جمعیت هلال احمر ایران است. با اینکه جمعیت هلال احمر، یک نهاد غیر سیاسی و نیمه دولتی و عام‌المنفعه است ولی این روزنامه رویهٔ سیاسی داشته‌است. این روزنامه با پیشنهاد و پیگیری مشاور اجرایی، به عنوان نخست تریبون ملی جمعیت هلال احمر به صورت شفاهی به عموم معرفی شد و شعار خود را «رسانه فرهنگ خدمت داوطلبانه ایرانیان» معرفی و به صورت دائمی تیتر زیر عنوان روزنامه کرد.
شهروند اولین بار روز شنبه ۲۶ اسفند ۱۳۹۱ در ۱۶ صفحه با همکاری و مساعدت ابوالحسن فقیه منتشر شد. تحریریه این روزنامه تا ۲۱ مهر ۱۳۹۲ که شماره ۱۴۸ آن بود را اصولگرایان و به سردبیری امیرطاهر حسین خان تشکیل می‌دادند این روزنامه برای حمایت از اصولگرایان در انتخابات راه‌اندازی شده بود. از تاریخ ۲۱ مهر ۱۳۹۲ پس از توقیفی یک‌ماهه، مدیر مسئول، سردبیر و اعضای تحریریه روزنامه شهروند تغییر کردند. پس از آن، عبدالرسول وصال و کسری نوری‌شمیرانی که پیش از این سردبیر روزنامه توقیف شده بهار بود، به ترتیب به عنوان سرپرست و سردبیر روزنامه شهروند انتخاب شدند. از ۷ اردیبهشت ۱۳۹۴ افشین امیرشاهی به عنوان سردبیر این روزنامه انتخاب شد و تا پایان سال ۱۳۹۶ در این سمت باقی ماند. پس از آن سیامک رحمانی به عنوان سردبیر شهروند منصوب شد. این روزنامه در ۱۶ صفحه رنگی منتشر می‌شود.

## تاریخچه

### دوره نخست
روزنامه شهروند شماره نخست خود را روز شنبه ۲۶ اسفند ۱۳۹۱ در ۱۶ صفحه به مدیر مسئولی عبدالرضا داوری و سردبیری امیرطاهر حسین خان منتشر کرد. این روزنامه که ۴ ماه مانده به یازدهمین انتخابات ریاست جمهوری تأسیس شده بود از اصولگرایان حمایت می‌کرد. با این همه عبدالرضا داوری مدیر مسئول سابق این روزنامه ۳ ماه پس از پایان انتخابات ریاست جمهوری و برگزیده شدن دکتر حسن روحانی در سمت مدیر مسئولی این روزنامه باقی‌ماند.
شهروند در صفحه نخست خود مورخ ۲۱ مهر ۱۳۹۲ طی مطلبی با عنوان «تا درودی دیگر بدرود» نوشت: «تصمیم بر این شده‌است که خونی تازه در رگ و پی شهروند به جریان افتد و در شکل و قالبی جدید ظاهر شود. بر این اساس به آگاهی مخاطبان می‌رسانیم که انتشار شهروند از فردا متوقف خواهد شد تا گروه جدید بتوانند به ایجاد تغییرات همت گمارند». بعد از انتشار دوباره این روزنامه خبرگزاری فارس در خبری نوشت: «روزنامه شهروند در دولت قبلی در خدمت اصولگرایان قرار داشت. با این حال گردانندگان آن روزنامه، در پوشش حمایت از اصولگرایان، تبدیل به حامی جریان دولت روحانی و اصلاح‌طلبان شده‌اند. این روند بعد از انتخابات شدت گرفت، شاید که به تمدید مدیریت این تیم در دوره جدید منجر شود»

### دوره دوم
در مهر ماه سال ۱۳۹۳با حکم محمد فرهادی، رئیس جمعیت هلال احمر ایران؛ عبدالرسول وصال که به مدت پنج سال در دولت‌های هفتم و هشتم مدیر عامل مؤسسه فرهنگی و مطبوعاتی ایران و مدیر مسئولی روزنامه ایران را بر عهده داشته و بنیان‌گذار سایت خبری جماران و پرتال روح‌الله خمینی بوده‌است، و همچنین صاحب امتیاز و مدیر مسئول روزنامه آینده نو و از نزدیکان سیدمحمد خاتمی می‌باشد. به عنوان سرپرست روزنامه شهروند انتخاب شد.
شهروند نخستین روزنامه‌ای بود که با همت مشاور اجرایی در تمامی استان‌ها بنرهای با ابعاد ۳×۴ متر با معرفی رسانه صلح و هلال احمر برای بازدید و خوش آمدگویی مسافرین نوروزی ۱۳۹۳ در میدان‌های اصلی شهر و شهرستان‌ها و بین مسیر معرض دید عموم گذاشته شد و در تمام قطارهای تهران به مقصد تمام شهرها با هماهنگی راه‌آهن جمهوری اسلامی ایران و مدیر کل روابط عمومی راه‌آهن جهت معرفی هر چه بهتر و التیام جایگاه گذشته آن در بین مخاطبین و مسافرین نوروز توسط پرسنل رجا توزیع و به مسافرین هدیه داده شد. همچنین بازدیدهایی از چادرها و مراکز ارائه خدمات به مسافرین نوروز برای مدیران هلال احمر استان‌ها و مدیر مسئول و مسئول بازرسی تدارک دیده شد در یکی از بازدیدها عبدالرسول وصال برای یادداشت مدیران چنین نوشت (فعالیتهای داوطلبانه اقناع‌کننده قلب و روح جوانان است) و همچنین مورد تحسین دبیرکل وقت قرار گرفت،
شهروند دور جدید انتشار خود را با سردبیری کسری نوری‌شمیرانی از ۲۷ آبان ۱۳۹۲ در ۲۰ صفحه آغاز کرد. سپس افشین امیرشاهی جایگزین او شد. روزنامه شهروند میزبان نشست‌های تخصصی اجتماعی است که با هماهنگی رضا اصلاحی و همچنین دکتر مینو میرزایی به عنوان فعال رسانه‌ای روزنامه شهروند برگزار می‌شود.

## مدیریت‌ها
عبدالرسول وصال در سال ۹۲، با شروع کار دولت یازدهم و با حکم محمد فرهادی به عنوان مدیر مسئول روزنامه شهروند با صاحب امتیازی جمعیت هلال احمر منصوب شد.
نوری‌شمیرانی که سردبیری روزنامه شهروند را به عهده داشت از فروردین سال ۹۵ از این روزنامه خداحافظی کرد. او به مدت سه سال سردبیری این روزنامه را به عهده داشت. از اردیبهشت سال ۹۵ سید افشین امیرشاهی به عنوان سردبیر روزنامه شهروند کار خودش را آغاز کرد. او تا اول اردیبهشت سال ۹۷ سردبیر شهروند بود و پس از آمدن تیم جدید استعفا کرد.
عبدالرسول وصال مدیر مسئول روزنامه شهروند اسفند سال ۹۶ از مجموعه روزنامه شهروند جدا شد و با حکم علی اصغر پیوندی مدیر مسئول جدید معرفی شد. اسماعیل رمضانی، مدیر کل روابط عمومی و ارتباطات مردمی جمعیت هلال‌احمر با حکم رئیس جمعیت هلال‌احمر به عنوان سرپرست روزنامه شهروند منصوب شد.
سیامک رحمانی از بیستم اسفند ۱۳۹۶ به عنوان قائم مقام مدیر مسئول به مجموعه روزنامه شهروند اضافه شد و از اول اردیبهشت سال ۱۳۹۷ که افشین امیرشاهی از شهروند خداحافظی کرد سردبیری این مجموعه را نیز عهده‌دار شد. او صفحات روزنامه شهروند را به‌طور کامل تغییر داد و روزنامه جدیدی خلق کرد که با شکل و محتوای روزنامه شهروند در دوره‌های قبل تفاوت بسیار داشت.
از اول اردیبهشت سال ۹۷ و با استعفای افشین امیرشاهی از سردبیری شهروند سیامک رحمانی به همراه اسماعیل رمضانی کار سردبیری روزنامه شهروند را به عهده گرفتند او سرانجام در تاریخ چهارشنبه ۱۷ مهر از روزنامه شهروند رفت.
پس از تغییر رمضانی، مدیر مسئول و رحمانی، سردبیر قبلی از۲۲ مهر سال ۹۸ نرگس جودکی که در دوره قبل دبیر گروه گزارش روزنامه شهروند بود و با آمدن تیم جدید استعفا کرده بود دوباره به روزنامه شهروند بازگشت و کار سردبیری روزنامه را به عهده گرفت.

## حواشی

### گورخواب‌های نصیرآباد
گزارش مربوط به وضعیت گورخواب‌ها، نخستین بار در ۷ دی ۱۳۹۵ در روزنامه شهروند منتشر شد اما عکس‌های سعید غلامحسینی افکار عمومی را تکان داد.
چاپ گزارش مربوط به وضعیت گورخواب‌ها در این روزنامه بازتاب‌های بسیار زیادی داشت، به‌طوری‌که حتی حسن روحانی نیز دربارهٔ این گزارش واکنش نشان داد و در یکی از سخنرانی‌هایش به مسئله گورخواب‌ها اشاره کرد. چند تن از اعضای هیئت دولت از جمله ربیعی وزیر کار و همچنین قاضی زاده هاشمی وزیر بهداشت، استاندار تهران از محل گورستان نصیرآباد بازدید کردند.
یک روز پس از انتشار گزارش «شهروند» از ۵۰ بی‌خانمانی که از سرمای زمستان، به قبرهای خالی گورستان نصیرآباد پناه برده‌اند، مرکز ارتباطات مردمی ریاست جمهوری، در اطلاعیه‌ای، بر پیگیری موضوع گورستان نصیرآباد شهریار، تا به دست آمدن نتیجه نهایی و رفع مشکل، تأکید کرد.

### کارتون شهر
شهروند در یکی از شماره‌های خود در خصوص پلمپ نانوایی ارزان فروش در شهرستان ورامین، کارتونی را به قلم یکی از کارتونیست‌ها منتشر کرد که نانوایی به علت ارزان‌فروشی پلمپ و نانوا دستگیر شده بود و مردم فقیر نظاره‌گر بودند.

### ازدواج ناگهانی خمینی جوان
انتشار یک گزارش با عنوان «ازدواج ناگهانی خمینی جوان» در روزنامه ارگان سازمان هلال احمر واکنش‌های متفاوتی را به همراه داشت. این انتقادها تا آنجا پیش رفت که اسماعیل رمضانی مدیر مسئول و سیامک رحمانی سردبیر شهروند به این انتقادات پاسخ دادند اما پاسخ‌های آن‌ها باعث شد که موج انتقادات بیشتر شود.

## جوایز
- در سال ۱۳۹۳در بیستمین نمایشگاه مطبوعات روزنامه شهروند جایزه درست‌نویسی را از آن خود کرده‌است.
- در سال ۱۳۹۴ در بیست و یکمین نمایشگاه مطبوعات روزنامه شهروند عنوان غرفه برتر را از آن خود کرد.[۱۰]
- روزنامه شهروند در بیست و یکمین نمایشگاه مطبوعات که با شعار «نقد منصفانه، پاسخ مسئولانه» فعالیت کرد به عنوان غرفه‌های برتر انتخاب و معرفی شد.
- در بیستمین دوره نمایشگاه مطبوعات و خبرگزاری‌ها، روزنامه «شهروند» از سوی فرهنگستان زبان و ادب فارسی به‌عنوان رسانه برتر در توجه به زبان و ادبیات فارسی انتخاب شد.